# 星の丘学園物語 学園祭
『星の丘学園物語 学園祭』（ほしのおかがくえんものがたり がくえんさい）は、1998年10月22日にメディアワークスから発売されたプレイステーション用ゲームソフト。開発はアトリエ彩。

## ゲーム内容
舞台は近未来の日本にある元女子校の星の丘学園。プレイヤーは転校生・村田一也（名前変更可）となり、1ヵ月先へと迫った学園祭の準備を無所属の立場から手伝っていくというSLG。ゲーム最大の目的は学園祭の成功で、転校生である主人公が学園祭準備と学園生活を通じて他の生徒たちと仲良くなることはそれに次ぐ目標という形になっている。
マップ画面ではアイコンを動かし目的地を選択することで移動する。移動した先に他の生徒がいる時は、話しかけることで会話画面に切り替わる。基本的にマップで表示された学校内を動き回り、友達や先生のもとを訪れて話をする（イベントを発生させる）ことを繰り返す。話をすればするほど関係は深まっていく。主人公を含めたキャラクターはマップ上にディフォルメで表示され、スケジュールに合わせて一斉に学校の様々な場所に移動していく様子も画面から見ることができる。

### 放課後（準備の手伝い）
学園祭はクラブ単位で出し物を出す形式。クラブの作業効率（最終的な完成度の目安）と現在の完成度はパーセントで表示されているので、学園祭全体の成功を目指す場合はこれを参考に遅れているクラブを探すことになる。
主人公が手伝っていない間も、それぞれのクラブで作業をして日々完成度を高めている。主人公が作業を手伝うか、クラブが欲しがっているアイテムを渡すことにより、作業効率は向上する。また作業を手伝うことにより、所属する部員との仲も良くなる。
準備を手伝わないで、作業時間に校内でうろうろすることも可能。

### 機嫌マーカー
女の子の頭上にある天気のマークは機嫌を表している。ある程度キャラクターと親しくなると、そのキャラクターの機嫌が分かるようになり、マップ上のキャラクターの頭上に「機嫌マーカー」が表示される。主人公が話しかけないとだんだん機嫌は悪くなっていき、最終的には親しい友人たちを巻き込んで好感度を大きく落としてしまう。
プレイヤーが学園祭の成功を目指していると、必然的に沢山のキャラクターに機嫌マーカーが付くぐらいには仲良くなる仕様になっているので、ゲーム終盤には準備の追い込みとご機嫌取りに大わらわになることもある。

## 登場人物
好感度の上下変動を示す値は一切表示しないスタイルを採用している。メインキャラクターは後夜祭後の告白とエピローグがある。サブキャラクターは後夜祭後の告白のみ。その他のキャラクターは一部例外を除いて告白もエピローグもなし、加えてMAP上で表示されるディフォルメも存在しない。

### メインキャラクター
雪柳 なずな(ゆきやなぎ なずな)
声：永野愛
1993年10月23日生まれ。血液型A型。身長161cm、体重47kg、3サイズはB83、W56、H85。
高等部2年生、主人公の同級生。新体操部副部長。転校したての主人公を最初に迎えてくれる。勉強も運動も得意な優しい美少女だが、やや男性が苦手。
水沢 翔子(みずさわ しょうこ)
声：萩森侚子
1993年5月3日生まれ。血液型O型。身長160cm、体重48kg、3サイズはB82、W57、H86。
高等部2年生、主人公の同級生。クラス委員長、生徒会副会長。責任感が強く真面目な性格で、橋本直樹とは喧嘩が絶えない。
秋月 伊吹(あきつき いぶき)
声：折笠愛
1993年8月12日生まれ。血液型B型。身長170cm、体重54kg、3サイズはB85、W59、H84。
高等部2年生、主人公の同級生。テニス部部長。ボーイッシュな鉄火肌のスポーツ少女で、物腰もはきはきしている。努力家で面倒見のよい先輩として、後輩から慕われている。
名取 エリカ(なとり えりか)
声：根谷美智子
1994年7月7日生まれ。血液型B型。身長156cm、体重50kg、3サイズはB90、W60、H89。
高等部1年生。メディア部副部長。主人公より4ヶ月前に転校してきたハーフの帰国子女で、日本について興味を持っている。ラテン系の陽気な性格だが、実は寂しがり屋。理系の勉強が得意。
花菱 静香(はなびし しずか)
声：前田愛
1994年6月20日生まれ。血液型A型。身長154cm、体重45kg、3サイズはB81、W57、H82。
高等部1年生。科学部部員。夢見がちな文学少女だが、理系の知識も豊富。密かに、内気で引っ込み思案な自分を変えたいと思っている。他校に双子の妹がいる。
片栗 かすみ(かたくり かすみ)
声：西川宏美
1994年9月4日生まれ。血液型O型。身長164cm、体重47kg、3サイズはB86、W56、H84。
高等部1年生。音楽部部員（ただし幽霊部員）。とある理由から人間不信に陥っており、他人との関わりを避ける様な態度を取るものの、根は優しい。
藤野 沙織(ふじの さおり)
声：前田このみ
1992年11月13日生まれ。血液型B型。身長163cm、体重49kg、3サイズはB84、W55、H85。
高等部3年生。美術部部長。初対面でも楽しく話ができる、学園のマドンナと目される美女。どんなときも積極的に行動する特徴をもっている。美術に集中すると、周りが見えなくなる事がある。
日向 照美(ひゅうが てるみ)
声：大野まりな
1993年1月28日生まれ。血液型A型。身長145cm、体重39kg、3サイズはB77、W54、H78。
高等部3年生。演劇部部長。見た目も言動も幼く、無邪気で天真爛漫だが、空気を読む技量に長けており、反感は買わない。主人公の言動に敏感なところがある。
内田 真子(うちだ まこ)
声：橘ひかり
1994年2月25日生まれ。血液型O型。身長159cm、体重48kg、3サイズはB84、W61、H85。
高等部2年生、主人公の同級生。早く帰宅するため無所属。春に転入してきたばかりで、悩みを一人で抱え込みがち。家庭の事情で学園祭の準備を手伝えず、その事を気に病んでいる。
芙蓉 瞳(ふよう ひとみ)
声：満仲由紀子
1993年12月24日生まれ。血液型O型。身長157cm、体重44kg、3サイズはB81、W55、H83。
高等部2年生。無所属。体が少し弱い謎の美少女。同級生の中で詳細を知る者はおらず、学園内でも滅多に出会えない隠しキャラ的存在。攻略も困難を極める。

### サブキャラクター
橋本 直樹(はしもと なおき)
声：野島健児
1993年7月16日生まれ。血液型B型。身長175cm、体重66kg。
高等部2年生、主人公の同級生。メディア部部長。やや軽薄な印象だが、文武両道の好青年。
桜井 陽子(さくらい ようこ)
声：木村ひろみ
1993年8月3日生まれ。血液型A型。身長157cm、体重50kg、3サイズはB87、W60、H89。
高等部2年生、主人公の同級生。科学部部長。眼鏡を掛けている。桜井コーポレーションの社長令嬢で、ややマッドサイエンティスト。特に薬品と工業科学が好き。
鳴海 泪(なるみ るい)
声：藤巻恵理子
1993年5月14日生まれ。血液型B型。身長157cm、体重43kg、3サイズはB80、W56、H80。
高等部2年生、主人公の同級生。音楽部副部長。得意な楽器は鍵盤。内気で人見知りが激しく、気弱で泣き虫だが、一途で芯は強い。ヤキモチ焼きで嫉妬深い面もある。
進藤 愛(しんどう あい)
声：米本千珠
1993年4月8日生まれ。血液型O型。身長160cm、体重46kg、3サイズはB85、W58、H84。
高等部2年生、主人公の同級生。美術部副部長。日々楽しい事を追い求める、やや刹那主義的な性格。基本的には親しみやすいが、気まぐれのため行動が読めない。
小泉 玲子(こいずみ れいこ)
声：吉田愛理
1992年4月22日生まれ。血液型O型。身長172cm、体重53kg、3サイズはB85、W60、H89。
高等部3年生。演劇部副部長。物腰は丁寧だが、なかなかのしたたか者。普段は冷静で物静かだが、演技指導の際には熱が入り暴走気味になる。日向照美とは幼なじみ。
綾小路 新(あやのこうじ あらた)
声：米本千珠
1994年3月26日生まれ。血液型AB型。身長176cm、体重57kg。
高等部2年生。主人公の同級生。無所属。名家の御曹司だが、嫌味な雰囲気は全く無い。女装も似合う美貌の持ち主。
篠崎 美耶(しのさき みや)
声：藤巻恵理子
1996年1月15日生まれ。血液型B型。身長152cm、体重40kg、3サイズはB78、W56、H79。
中等部3年生。無所属。推理小説マニアで、探偵気取りで高等部を探検している。お喋りで落ち着きが無いが、いざとなると高い分析力を発揮する。
白川 嫁菜(しらかわ よめな)
声：吉田愛理
1985年3月17日生まれ。血液型B型。身長167cm、体重50kg、3サイズはB84、W57、H88。
高等部教員。2-A（主人公のクラス）担任。英語教師。フレンドリーで生徒思いの先生。
山田 美沙子(やまだ みさこ)
声：木村ひろみ
1991年8月18日生まれ。血液型O型。身長160cm、体重51kg、3サイズはB82、W62、H88。
大学生。購買部に勤める山田美根子の娘で、ときどき母の手伝いをしているほか、学園前のコンビニでもアルバイトをしている。性格は明るく、仕事や掃除が大好き。

### その他のキャラクター
佐々木 剣次(ささき けんじ)
声：高塚正也
1993年2月4日生まれ。血液型A型。身長180cm、体重65kg。
高等部3年生。生徒会会長。人当たりが良く人望も厚いが、水沢翔子の陰に隠れて目立たない。
神田 豪之助(かんだ ごうのすけ)
声：高塚正也
1953年2月1日生まれ。血液型O型。身長172cm、体重75kg。
高等部教員。校長。厳格な雰囲気だが、なかなか話せる人物。
広瀬 美咲(ひろせ みさき)
声：二木静美
1980年11月4日生まれ。血液型A型。身長169cm、体重52kg、3サイズはB83、W59、H87。
高等部職員。校医。白川嫁菜の先輩にあたる。
山田 美根子(やまだ みねこ)
声：二木静美
1966年7月14日生まれ。血液型A型。身長160cm、体重77kg。
高等部購買部職員。美沙子の母。おおらかで恰幅の良い女性。
内海 かりん(うつみ かりん)
声：麻績村まゆ子
1995年6月3日生まれ。血液型AB型。身長153cm、体重45kg、3サイズはB84、W58、H83。
中等部3年生。生徒会副会長。趣味はデータ収集。親友の美耶と共に高等部内に出没し、物々交換に応じてくれる。一応エンディングも存在する。
北条 麗奈(ほうじょう れいな)
高等部3年。音楽部部長。副部長の泪には、ややきつく接している。お金持ちのお嬢様。ゲーム中に名前は表示されないが、企画段階では攻略対象候補だった人物。
花菱 彩香(はなびし あやか)
静香の双子の妹。新体操部部員。姉とは別の高校へ通っており、学外へ出るイベントなどで見かけることがある。企画段階では攻略対象候補の一人だった。

## 関連商品

### 書籍
- 星の丘学園物語 学園祭・公式攻略ガイド ISBN 9784073079743
- 星の丘学園物語 学園祭・公式コミックファンブック ISBN 9784073102038
- ノベライズ作品
  - 星の丘学園物語 学園祭（河添省吾著・電撃G's文庫）ISBN 9784073102847

### CD
発売・A-Zip Music、販売・キングレコード。
- 星の丘学園物語 学園祭・オリジナルサウンドトラック&ボイスセレクション（AZCA-10006）
- 星の丘学園物語 学園祭・スペシャルボーカルアルバム（AZCS-10004）
- 星の丘学園物語 学園祭・ラジオドラマVol.1（AZCA-10004）
- 星の丘学園物語 学園祭・ラジオドラマVol.2（AZCA-10005）